# Congo Belga
El Congo Belga (en francès Congo belge, en neerlandès Belgisch-Congo) va ser una colònia belga a l'Àfrica central des de 1908 fins a la independència, el 1960, quan es va convertir en la República del Congo (Léopoldville). L'antiga colònia va adoptar el seu nom actual, República Democràtica del Congo (RDC), el 1964.
El domini colonial al Congo va començar a finals del segle XIX. El rei Leopold II dels belgues va intentar persuadir el govern belga perquè recolzés l'expansió colonial al voltant de la conca del Congo, en aquell moment en gran part inexplotada. La seva ambivalència va fer que Leopold establís ell mateix una colònia. Amb el suport de diversos països occidentals va aconseguir el reconeixement internacional de l'Estat Lliure del Congo el 1885. A principis de segle XX la violència utilitzada pels funcionaris de l'Estat Lliure contra els indígenes congolesos i un sistema despietat d'explotació econòmica van portar a una intensa pressió diplomàtica sobre Bèlgica perquè prengués el control oficial del país, cosa que va fer en crear el Congo belga el 1908.
El domini belga al Congo es basava en la "trinitat colonial" (trinité coloniale) dels interessos estatals, missioners i de les empreses privades. El privilegi dels interessos comercials belgues va significar que grans quantitats de capital fluïssin cap al Congo i que regions individuals s'especialitzessin. En moltes ocasions els interessos del govern i les empreses privades anaren plegats i l'estat va ajudar les empreses a trencar vagues i a eliminar altres barreres plantejades per la població indígena. La colònia es va dividir en subdivisions administratives organitzades jeràrquicament i s'executaven de manera uniforme segons una "política nativa" establerta (politique indigène).
Durant les dècades de 1940 i 1950 el Congo Belga va experimentar una àmplia urbanització i l'administració colonial va iniciar diversos programes de desenvolupament destinats a convertir el territori en una "colònia model". Un resultat va ser el desenvolupament d'una nova classe mitjana, els "évolués", africans europeïtzats a les ciutats. Durant la dècada de 1950 el Congo tenia una força de treball assalariada el doble que la de qualsevol altra colònia africana.
El 1960, fruit d'un moviment independentista generalitzat i cada cop més radical, el Congo belga va aconseguir la independència, esdevenint la República del Congo sota el primer ministre Patrice Lumumba i el president Joseph Kasa-Vubu. Les males relacions entre les faccions polítiques dins del Congo, la participació continuada de Bèlgica en els afers congolesos i la intervenció dels principals països (principalment els Estats Units i la Unió Soviètica) durant la Guerra Freda van provocar un període de guerra de cinc anys i inestabilitat política, coneguda com la crisi del Congo, de 1960 a 1965. Això va acabar amb la presa del poder per part de Joseph-Désiré Mobutu el novembre de 1964.

## Estat Lliure del Congo
Fins a la darrera part del segle XIX pocs europeus s'havien aventurat a explorar la conca del Congo. La selva tropical, els pantans i la malària junt a d'altres malalties tropicals que l'acompanyen, com la malaltia de la son, van fer que fos un entorn difícil per a l'exploració i l'explotació europea. El 1876 el rei Leopold II de Bèlgica va organitzar l'Associació Africana Internacional amb la cooperació dels principals exploradors africans i el suport de diversos governs europeus per a la promoció de l'exploració i la colonització d'Àfrica. Després que Henry Morton Stanley hagués explorat la regió en un viatge que va acabar el 1878, Leopold va festejar l'explorador i el va contractar per ajudar-lo en els seus interessos a la regió.
Leopold II desitjava tenir una colònia per a Bèlgica fins i tot abans de pujar al tron el 1865. El govern civil belga mostrava poc interès en els somnis del seu monarca de construir un imperi. Ambiciós i tossut, Leopold va decidir seguir l'assumpte pel seu compte.
La rivalitat europea a l'Àfrica central va provocar tensions diplomàtiques, en particular pel que fa a la conca del Congo, que cap potència europea havia reclamat. El novembre de 1884 Otto von Bismarck va convocar una conferència de 14 nacions, la Conferència de Berlín, per trobar una solució pacífica a la situació del Congo. Tot i que la Conferència de Berlín no va aprovar formalment les reivindicacions territorials de les potències europees a l'Àfrica Central, sí que va acordar un conjunt de regles per garantir una partició de la regió sense conflictes. Les normes reconeixien, entre altres coses, la conca del Congo com a zona de lliure comerç. Però Leopold II va sortir triomfant de la Conferència de Berlín i la seva organització "filantròpica", formada per un sol accionista, va rebre una gran part del territori (2.344.000 km2) per organitzar-se com l'Estat Lliure del Congo.
L'Estat Lliure del Congo funcionava com un estat corporatiu, controlat de manera privada per Leopold II a través d'una organització no governamental, l'Associació Africana Internacional. L'estat incloïa tota la superfície de l'actual República Democràtica del Congo, i va existir des del 1885 fins al 1908, quan el govern de Bèlgica es va annexionar de mala manera el territori. Sota l'administració de Leopold II l'Estat Lliure del Congo es va convertir en un desastre humanitari. La manca de registres precisos dificulta quantificar el nombre de morts causats per l'explotació despietada i la manca d'immunitat a les noves malalties introduïdes pel contacte amb colons europeus, com la pandèmia de grip de 1889-1890, que va causar milions de morts a Europa, entre ells el príncep Balduí de Bèlgica, que va morir el 1891. William Rubinstein va escriure: "Més bàsicament, sembla gairebé segur que les xifres de població donades per Hochschild són inexactes. Per descomptat no hi ha manera d'esbrinar la població del Congo abans del segle XX i les estimacions de 20 milions són purament suposicions. La major part de l'interior del Congo estava literalment inexplorat, si no inaccessible". La Force Publique de Leopold', un exèrcit privat que terroritzava als nadius perquè treballessin com a mà d'obra forçosa per a l'extracció de recursos, va alterar les societats locals i va matar i abusar dels nadius indiscriminadament. La Force Publique també es va involucrar en la Guerra àrab del Congo contra els esclavistes africans i àrabs com Tippu Tip.
Després de l'Informe Casement de 1904 sobre malifetes i condicions, la premsa europea i estatunidenca va exposar al públic les condicions de l'Estat Lliure del Congo a principis del segle xx. El 1904 Leopold II es va veure obligat a permetre l'entrada d'una comissió parlamentària internacional d'investigació. El 1908 la pressió pública i les maniobres diplomàtiques van portar al final del govern personal de Leopold II i a l'annexió del Congo com a colònia de Bèlgica, coneguda com el "Congo Belga".4

## Congo Belga
El 18 d'octubre de 1908 el Parlament belga va votar a favor de l'annexió del Congo com a colònia belga. La majoria dels socialistes i els radicals es van oposar fermament a aquesta annexió i van obtenir beneficis electorals de la seva campanya anticolonialista, però alguns van creure que el país s'havia d'annexionar el Congo i tenir un paper humanitari en la població congolesa. Finalment, dos diputats catòlics i la meitat dels parlamentaris liberals es van unir als socialistes per rebutjar la Carta Colonial (quaranta-vuit vots en contra) i gairebé tots els catòlics i l'altra meitat dels diputats liberals van aprovar la carta (noranta vots a favor i set abstencions). D'aquesta manera el 15 de novembre de 1908 el Congo Belga es va convertir en una colònia del Regne de Bèlgica. Això va ser després que el rei Leopold II hagués abandonat qualsevol esperança d'excloure una vasta regió del Congo del control del govern, intentant mantenir una part substancial de l'Estat Lliure del Congo com a propietat de la corona separada.
Quan el govern belga es va fer càrrec de l'administració el 1908, la situació al Congo va millorar en certs aspectes. Es va frenar l'explotació brutal i l'ús arbitrari de la violència en què havien destacat algunes de les empreses concessionàries. Es va posar fi al delicte del "cautxú vermell". L'article 3 de la nova Carta Colonial del 18 d'octubre de 1908 deia que: "Ningú no pot ser obligat a treballar en nom i en benefici d'empreses o particulars", però això no es va fer complir i el govern belga va continuar imposant els treballs forçats als indígenes de la zona, encara que per mètodes menys obvis.
La transició de l'Estat Lliure del Congo al Congo Belga va ser un punt d'inflexió, però també va estar marcada per una continuïtat considerable. L'últim governador general de l'Estat Lliure del Congo, el baró Wahis, va romandre en el càrrec al Congo belga, i amb ell la major part de l'administració de Leopold II. Tot i que les condicions van millorar una mica en relació amb el govern sota el rei Leopold, els informes de metges com el doctor Raingeard mostren la poca importància que el govern belga donava a l'assistència sanitària i a l'educació bàsica dels nadius. L'obertura del Congo i les seves riqueses naturals i minerals a l'economia belga va continuar sent el motiu de l'expansió colonial.

### Govern
La governança del Congo belga va ser descrita a la Carta Colonial de 1908. El poder executiu depenia del ministre belga d'Afers Colonials, assistit per un Consell Colonial (Conseil Colonial). Ambdós vivien a Brussel·les. El Parlament belga exercia l'autoritat legislativa sobre el Congo Belga.
El representant de més alt rang de l'administració colonial que vivia al Congo Belga era el governador general. Des del 1886 fins al 1926 el governador general i la seva administració estaven destinats a Boma, prop de l'estuari del riu Congo. A partir de 1923 la capital colonial es va traslladar a Léopoldville, uns 300 km més amunt a l'interior. El servei territorial va ser l'autèntic eix vertebrador de l'administració colonial. Inicialment el Congo Belga estava dividit administrativament en quatre províncies: Congo-Kasaï, Equador, Orientale i Katanga, presidides cadascuna per un vicegovernador general. Una reforma administrativa de 1932 va augmentar el nombre de províncies a sis, mentre que "degrada" els vicegovernadors generals a governadors provincials. Cada província es va dividir en districtes (24 districtes per a tot el Congo) i cada districte en territoris (uns 130-150 territoris en total, ja que alguns es van fusionar o dividir al llarg del temps). Un territori era gestionat per un administrador territorial, assistit per un o més ajudants. Els territoris es van subdividir a més en nombrosos "cacicats" (chefferies), al capdavant dels quals l'administració belga nomenava "caps tradicionals" (chefs coutumiers). Els territoris, administrats per un administrador territorial i un grapat d'assistents, eren sovint més grans que diverses províncies belgues juntes (tot el Congo belga era gairebé 80 vegades més gran que tot Bèlgica). S'esperava que l'administrador territorial inspeccionés el seu territori i presentés informes anuals detallats a l'administració provincial.
Pel que fa a l'ordenament jurídic, coexistien dos sistemes: un sistema de tribunals europeus i un de tribunals indígenes (tribunaux indigènes). Aquests tribunals indígenes estaven presidits pels caps tradicionals però només tenien poders limitats i romanien sota el ferm control de l'administració colonial. El 1936 es va registrar que hi havia 728 administradors que controlaven el Congo des de Bèlgica. No es permetia cap activitat política al Congo. L'ordre públic a la colònia era mantingut per la Force Publique, un exèrcit reclutat localment sota el comandament belga. Va ser només a la dècada de 1950 que les tropes metropolitanes, és a dir, unitats de l'exèrcit regular belga, van ser enviades al Congo belga.
Els congolesos sovint es referien a l'estat colonial, i a qualsevol autoritat exercida pels blancs al Congo, com a bula matari ("trencar roques"), un dels noms donats originalment a Stanley. Això es deu al fet que havia utilitzat dinamita per trencar roques quan es va obrir camí per la regió del baix Congo. El terme bula matari va arribar a significar la força irresistible i convincent de l'estat colonial.

### Conflictes internacionals

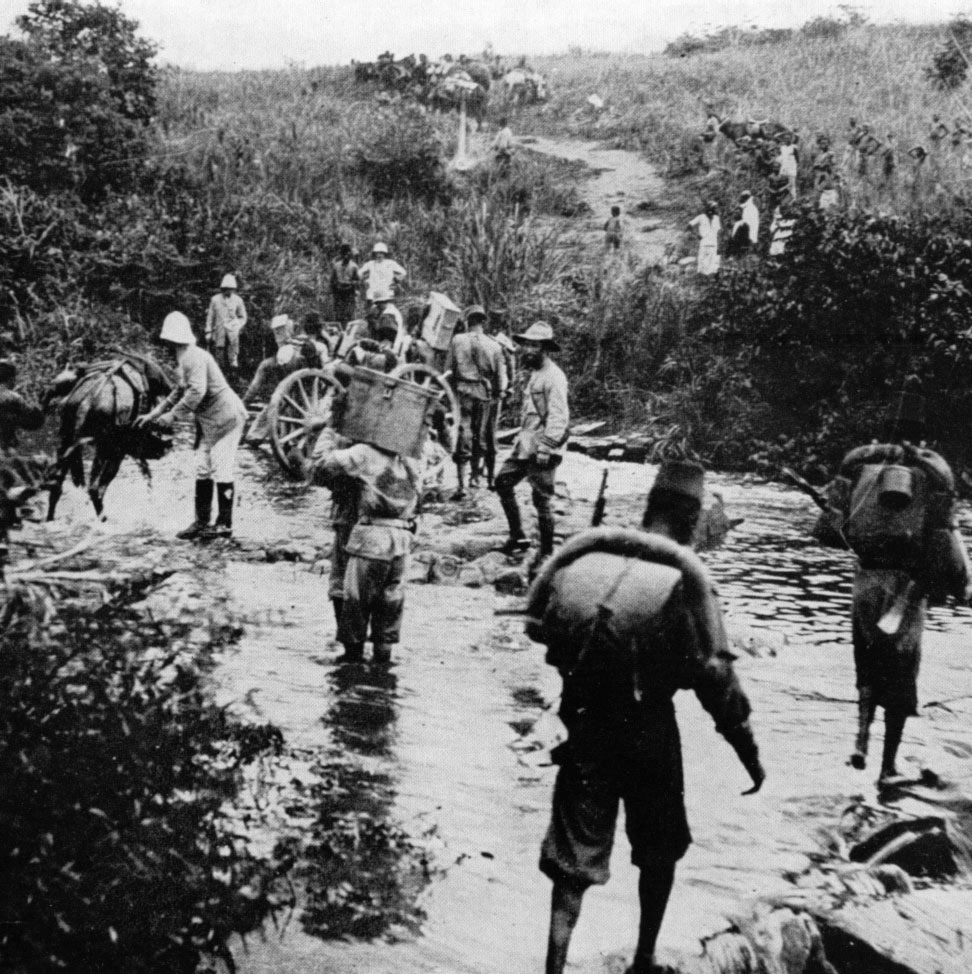
La Force Publique a l'Àfrica Oriental Alemanya durant la Primera Guerra Mundial.

El Congo belga va estar directament implicat en les dues guerres mundials. Durant la Primera Guerra Mundial, un enfrontament inicial entre la Force Publique i l'exèrcit colonial alemany a l'Àfrica Oriental alemanya (Tanganyika) es va convertir en una guerra oberta amb una invasió conjunta anglobelga del territori colonial alemany el 1916 i el 1917 durant la campanya de l'Àfrica Oriental. El 1916 el comandant belga de la Force Publique, el tinent general Charles Tombeur, havia reunit un exèrcit de 15.000 homes recolzats per portadors locals –Reybrouck va indicar que durant la guerra es van mobilitzar no menys de 260.000 portadors nadius– i va avançar cap a Kigali, actual capital de Ruanda. Kigali va ser presa el 6 de maig de 1916, i l'exèrcit va prendre Tabora (ara part de Tanzània ) el 19 de setembre després de durs combats. L'any 1917, després que Mahenge, ara a Tanzània, hagués estat conquerida, l'exèrcit del Congo Belga, ja amb 25.000 homes, va ocupar un terç de l'Àfrica oriental alemanya.
Després de la Primera Guerra Mundial, seguint el Tractat de Versalles, Alemanya va cedir el control de la secció occidental de l'antiga Àfrica Oriental alemanya a Bèlgica, i Ruanda-Urundi es convertiria en un territori de mandat de la Societat de Nacions, sota administració belga. Aquestes zones no van passar a formar part del Congo Belga. Ruanda-Urundi esdevindria més tard les nacions de Ruanda i Burundi, i les parts de l'Àfrica Oriental alemanya controlades pels belgues s'unirien a la nació de Tanganica, per formar Tanzània.
Durant la Segona Guerra Mundial el Congo Belga va servir com a font d'ingressos crucial per al govern belga a l'exili a Londres després de l'ocupació de Bèlgica pels nazis. Després de l'ocupació de Bèlgica pels alemanys el maig de 1940, el Congo Belga es va declarar lleial al govern belga a l'exili a Londres. El Congo Belga i la resta de les forces belgues lliures van donar suport a la guerra al bàndol aliat a la batalla d'Anglaterra, amb 28 pilots a la RAF (esquadró 349) i a la Royal South African Air Force (esquadró 350), i a l'Àfrica. La Force Publique va participar de nou en les campanyes aliades a Àfrica. Les forces belgues congoleses (amb oficials belgues) van lluitar sobretot contra l'exèrcit colonial italià a l'Àfrica Oriental Italiana i van guanyar a Asosa, Bortaï i al setge de Saïo sota el comandament del major general Auguste-Eduard Gilliaert durant la segona Campanya de l'Àfrica Oriental de 1940-1941. El 3 de juliol de 1941 les forces italianes, sota el comandament del general Pietro Gazzera, es van rendir a la Force Publique. Una unitat congolesa també va servir amb l'exèrcit britànic a la campanya de Birmània.

## Política econòmica

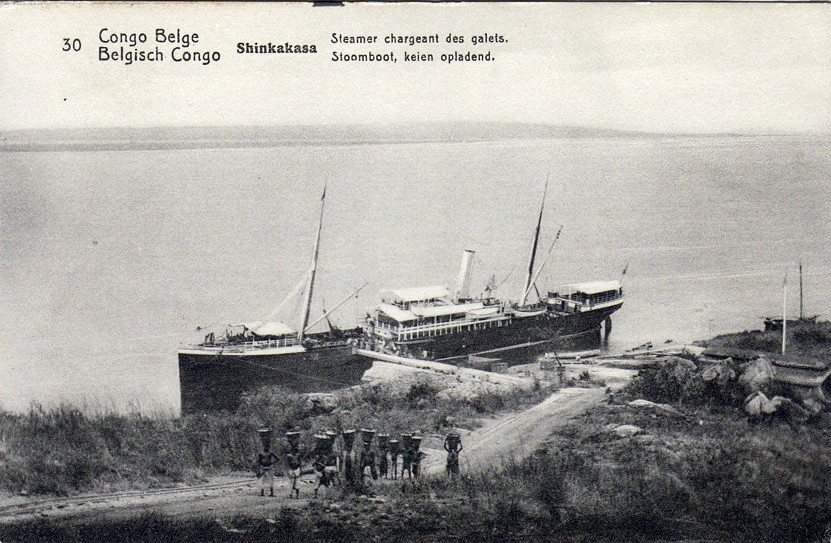
Un vaixell de vapor arribant a Boma, al riu Congo el 1912.

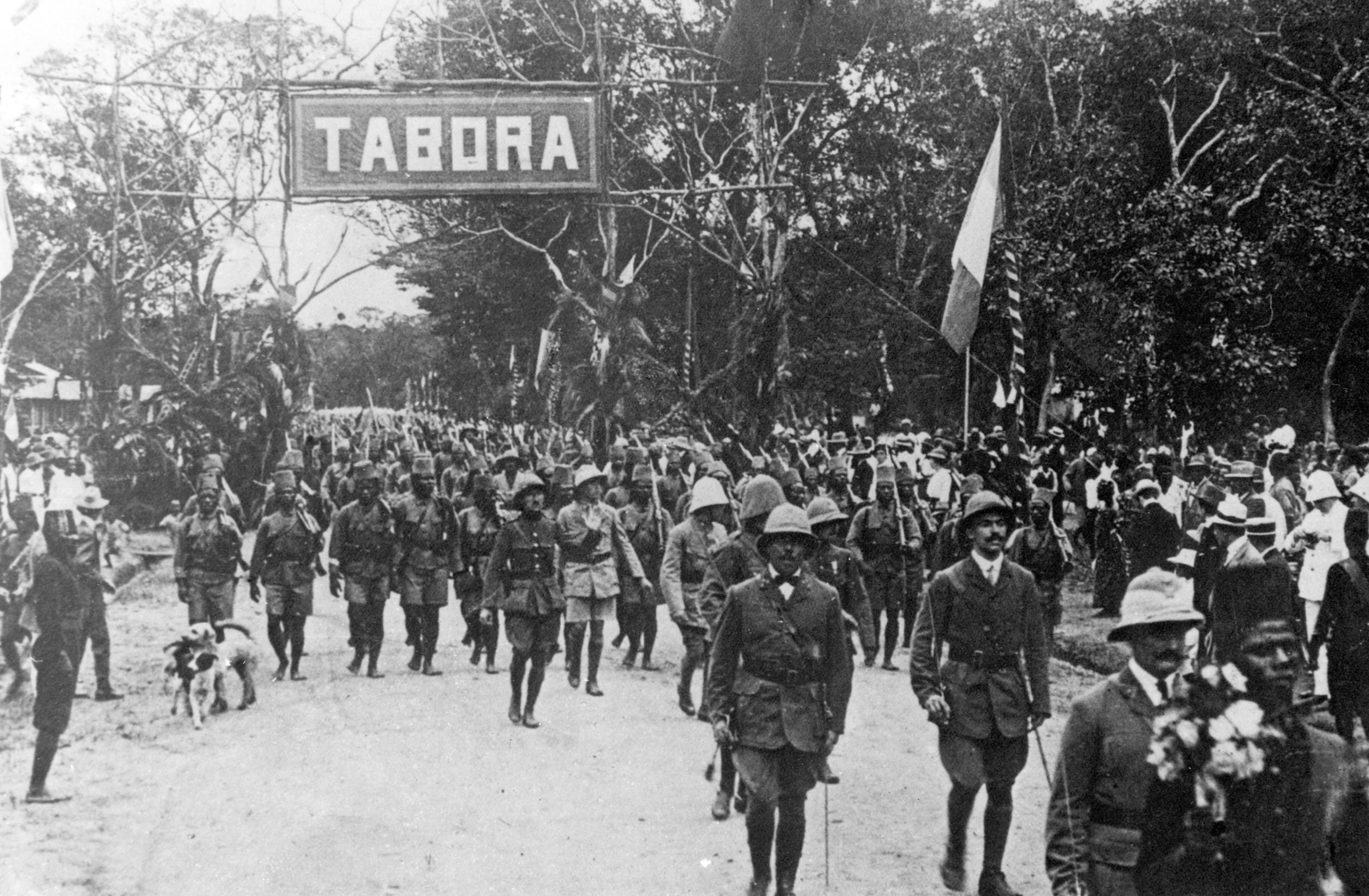
Tropes belga-congoleses de la Force Publique després de la batalla de Tabora, 19 de setembre de 1916.

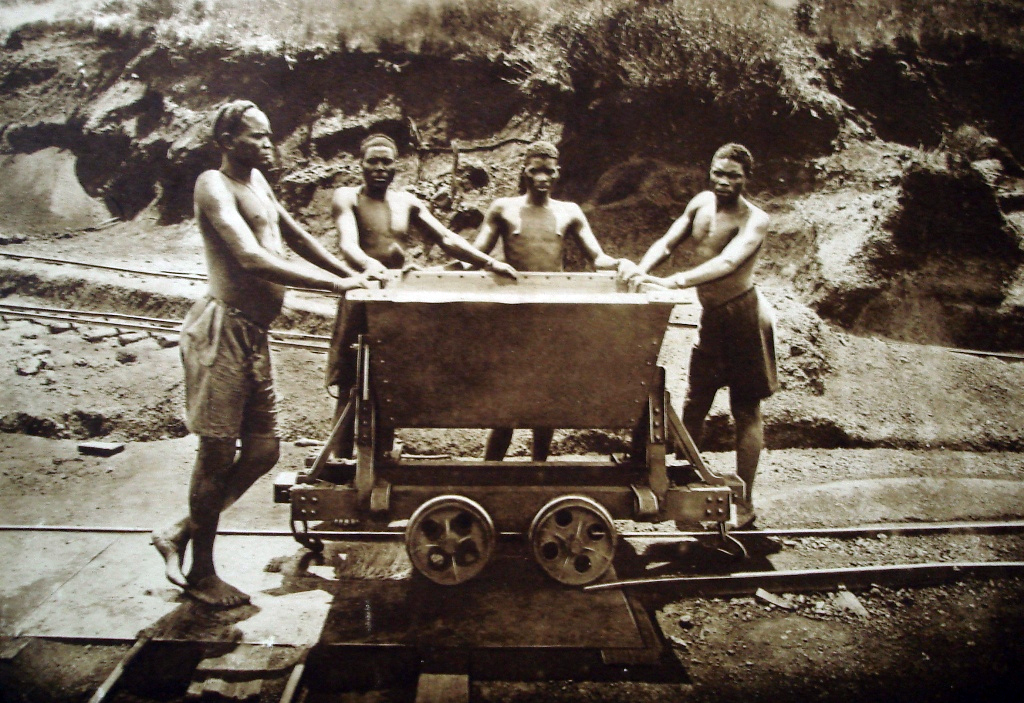
Treballadors migrants ruandesos a la mina de Kisanga a Katanga, ca. 1920.

L'explotació econòmica del Congo va ser una de les principals prioritats del colonitzador. Una eina important va ser la construcció de ferrocarrils per obrir les zones mineres i agrícoles.

### Primera Guerra Mundial
El cautxú havia estat durant molt de temps la principal exportació del Congo Belga, però la seva importància va caure a principis del segle XX del 77% de les exportacions (en valor) a només el 15%, ja que les colònies britàniques del sud-est asiàtic com la Malàisia britànica van començar a cultivar cautxú. Es van explotar nous recursos, especialment la mineria de coure a la província de Katanga. La Unió Minera de l'Alt Katanga, de propietat belga, que arribaria a dominar la mineria del coure, va utilitzar una línia de ferrocarril directa fins al mar a Beira. La Primera Guerra Mundial va fer augmentar la demanda de coure, i la producció va augmentar de 997 tones el 1911 a 27.462 tones el 1917, per posteriorment baixar a 19.000 tones el 1920. A Lubumbashi hi havia foneries. Abans de la guerra el coure es venia a Alemanya; però els britànics van comprar tota la producció de guerra i els ingressos foren destinats al govern belga a l'exili. La mineria de diamants i or també va créixer durant la guerra. L'empresa britànica Lever Bros. va ampliar molt el negoci de l'oli de palma durant la guerra, alhora que augmentà molt la producció de cacau, arròs i cotó. Es van obrir noves línies de ferrocarril i vaixells de vapor per gestionar l'expansió del trànsit d'exportació. Durant la Primera Guerra Mundial (1914-1918) es va introduir el sistema de "cultius obligatoris" (cultures obligatoires), que va obligar els camperols congolesos a cultivar certs cultius comercials (cotó, cafè, cacauet) destinats a l'exportació. Els administradors territorials i els agrònoms estatals havien de supervisar i, si calia, sancionar aquells pagesos que eludissin el conreu obligatori.

### Entre guerres
Durant el període de domini belga destaquen dos períodes diferents d'inversió en la infraestructura econòmica del Congo: els anys 20 i els 50.

El 1921 el govern belga va concedir 300 milions de francs en préstecs al Congo Belga per finançar projectes d'infraestructures públiques en suport de l'auge de les empreses privades a la colònia. El govern belga també va privatitzar moltes de les empreses governamentals actives a la colònia. Després de la Primera Guerra Mundial es va prioritzar les inversions en infraestructures de transport, com les línies ferroviàries entre Matadi i Léopoldville i Elisabethville i Port Francqui. Entre 1920 i 1932 es van construir 2.450 km de ferrocarrils. El govern també va invertir molt en infraestructures portuàries a les ciutats de Boma, Matadi, Leopoldville i Coquilhatville. També es va finançar l'electrificació i l'abastiment d'aigua de les principals ciutats. Es van construir aeroports i es va finançar una línia telefònica que connectava Brussel·les amb Leopoldville. El govern va representar al voltant del 50% de les inversions al Congo Belga i les empreses comercials van representar l'altre 50%. La indústria minera, amb la Unió Minera de l'Alt Katanga (UMHK) com a actor principal, va atreure la major part de les inversions privades (coure i cobalt a Katanga, diamants a Kasai, or a Ituri). Això va permetre, en particular, a la Société Générale de Belgique construir un imperi econòmic al Congo belga. Les empreses privades van generar enormes beneficis, que en gran part foren desviats a accionistes europeus i d'altres països en forma de dividends.

Ferrocarrils i vies navegables al Congo Belga

Durant el boom econòmic dels anys vint, molts homes joves congolesos van abandonar els seus pobles rurals, sovint empobrits, i van ser empleats per empreses situades a prop de les ciutats; la població de Kinshasa gairebé es va duplicar entre 1920 i 1940, i la població d'Elizabethville va créixer d'aproximadament 16.000 habitants el 1923 a 33.000 el 1929. La mà d'obra necessària va ser reclutada per empreses de contratació especialitzades (Robert Williams & Co, Bourse du Travail Kasaï,..) i en alguns casos va comptar amb el suport d'oficines de reclutament governamentals (Office de Travail-Offitra,..). A Katanga la principal força de treball eren treballadors temporals procedents de Tanganyika, Angola, Rhodèsia del Nord, i després de 1926, també de Ruanda-Urundi.
En molts casos, aquesta enorme migració laboral va afectar la viabilitat econòmica de les comunitats rurals: molts pagesos van abandonar els seus pobles, fet que va provocar escassetat de mà d'obra en aquestes zones. Per contrarestar aquests problemes, el govern colonial va utilitzar quotes màximes de "treballadors aptes" que es podien reclutar de totes les zones del Congo Belga. D'aquesta manera, desenes de milers de treballadors de zones densament poblades van ser emprats a les mines de coure del sud poc poblat (Katanga). També en l'agricultura, l'estat colonial va obligar a una racionalització dràstica de la producció. L'estat es va fer càrrec de les anomenades «terres vacants», terres no utilitzades directament per la població local, i va redistribuir el territori a empreses europees, a terratinents blancs individuals (colons), o a les missions. D'aquesta manera es va desenvolupar una economia de plantació extensiva. La producció d'oli de palma al Congo va passar de 2.500 tones el 1914 a 9.000 tones el 1921, i a 230.000 tones el 1957. La producció de cotó va augmentar de 23.000 tones el 1932 a 127.000 el 1939.

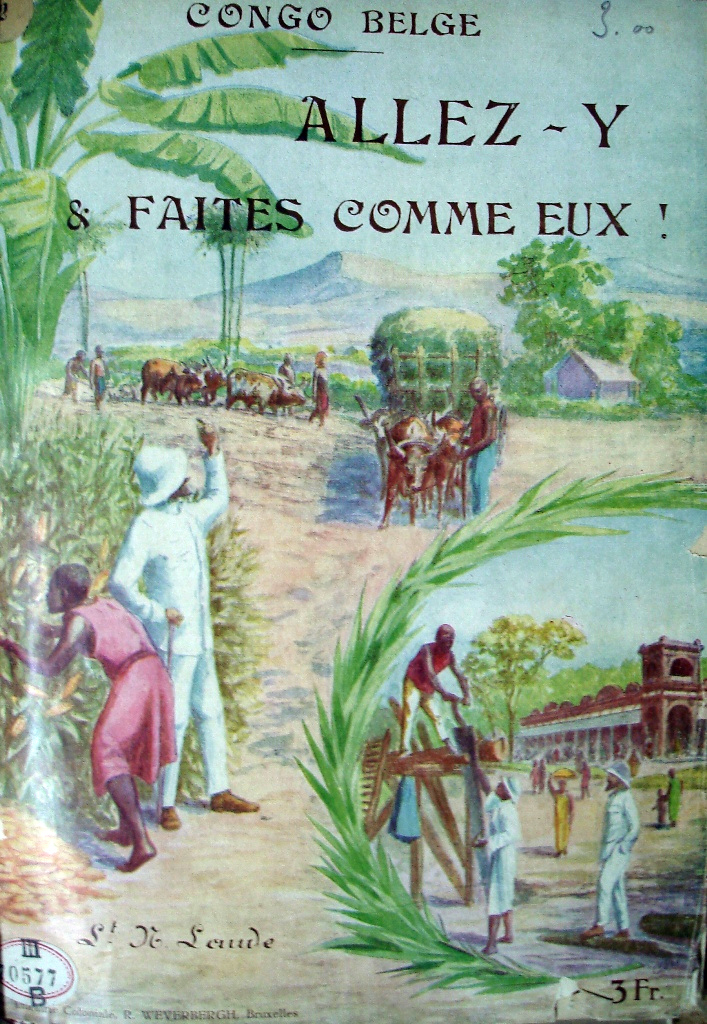
Fullet de propaganda elaborat pel Ministeri de les Colònies a principis dels anys vint.

L'auge econòmic dels anys 20 va convertir el Congo Belga en un dels principals productors de mineral de coure del món. Només l'any 1926, la Union Minière va exportar més de 80.000 tones de mineral de coure, una gran part per al seu processament a Hoboken, Bèlgica. El 1928 el rei Albert I va visitar el Congo per inaugurar l'anomenada 'voie national', que unia la regió minera de Katanga per ferrocarril fins a Port Francqui i mitjançant transport fluvial de Port Francqui a Léopoldville i el port atlàntic de Matadi.

### Gran Depressió
La Gran Depressió dels anys 30 va afectar greument l'economia del Congo Belga, basada en l'exportació, a causa de la caiguda de la demanda internacional de matèries primeres i productes agrícoles. Així, per exemple, el preu dels cacauets va baixar d'1,25 francs a 25 cèntims. En algunes zones, com a la regió minera de Katanga, l'ocupació va disminuir un 70%. En el conjunt del país, la força de treball assalariada va disminuir en 72.000 persones i molts d'aquests treballadors van tornar als seus pobles. A Leopoldville la població va disminuir un 33% a causa d'aquesta migració laboral. Per tal de millorar les condicions al camp el govern colonial va desenvolupar l'anomenat "programa camperol indígena" amb l'objectiu de donar suport al desenvolupament d'un mercat intern més fort que depengués menys de les fluctuacions de la demanda d'exportacions, però també per combatre. els efectes desastrosos de l'erosió i l'esgotament del sòl provocats pel règim de cultiu obligatori. Aquesta política va començar a aplicar-se a gran escala a tot el Congo després de la Segona Guerra Mundial pel govern colonial. L'esquema tenia com a objectiu modernitzar l'agricultura autòctona, assignant parcel·les de terra a famílies individuals i proporcionant-los suport governamental en forma de llavors seleccionades, assessorament agronòmic, fertilitzants, etc. L'Institut Nacional d'Estudis Agronòmics del Congo Belga, fundat el 1934, amb els seus grans camps experimentals i laboratoris a Yangambe, va tenir un paper important en la selecció de cultius i en la popularització de la investigació i els coneixements agronòmics.

### Segona Guerra Mundial

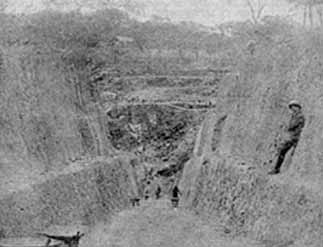
La major part de l'urani utilitzat en el Projecte Manhattan prové de la mina Shinkolobwe.

Durant la Segona Guerra Mundial la producció industrial i agrícola van augmentar dràsticament. La població congolesa va patir el pes de l'esforç de guerra, per exemple, mitjançant un reforç de la política de conreu obligatori. Després de la caiguda de Malàisia en mans dels japonesos el gener de 1942, el Congo Belga es va convertir en un proveïdor estratègic de cautxú per als Aliats. El Congo Belga es va convertir en un dels principals exportadors d'urani als Estats Units d'Amèrica durant la Segona Guerra Mundial i la Guerra Freda, particularment de la mina Shinkolobwe. La colònia va proporcionar l'urani utilitzat pel Projecte Manhattan, fins i tot en les bombes atòmiques llançades sobre les ciutats japoneses d'Hiroshima i Nagasaki el 1945.

### Després de la Segona Guerra Mundial
Després de la Segona Guerra Mundial l'estat colonial es va fer més actiu en el desenvolupament econòmic i social del Congo Belga. El 1949 el govern belga va llançar un ambiciós pla decennal que posava èmfasi en la construcció d'habitatges, el subministrament d'energia, el desenvolupament rural i la infraestructura sanitària. El pla decennal va suposar una dècada de fort creixement econòmic, de la qual, per primera vegada, els congolesos van començar a beneficiar-se a gran escala. Al mateix temps, l'economia s'havia expandit i el nombre de belgues al país es va més que duplicar, passant de 39.000 el 1950 a més de 88.000 el 1960.

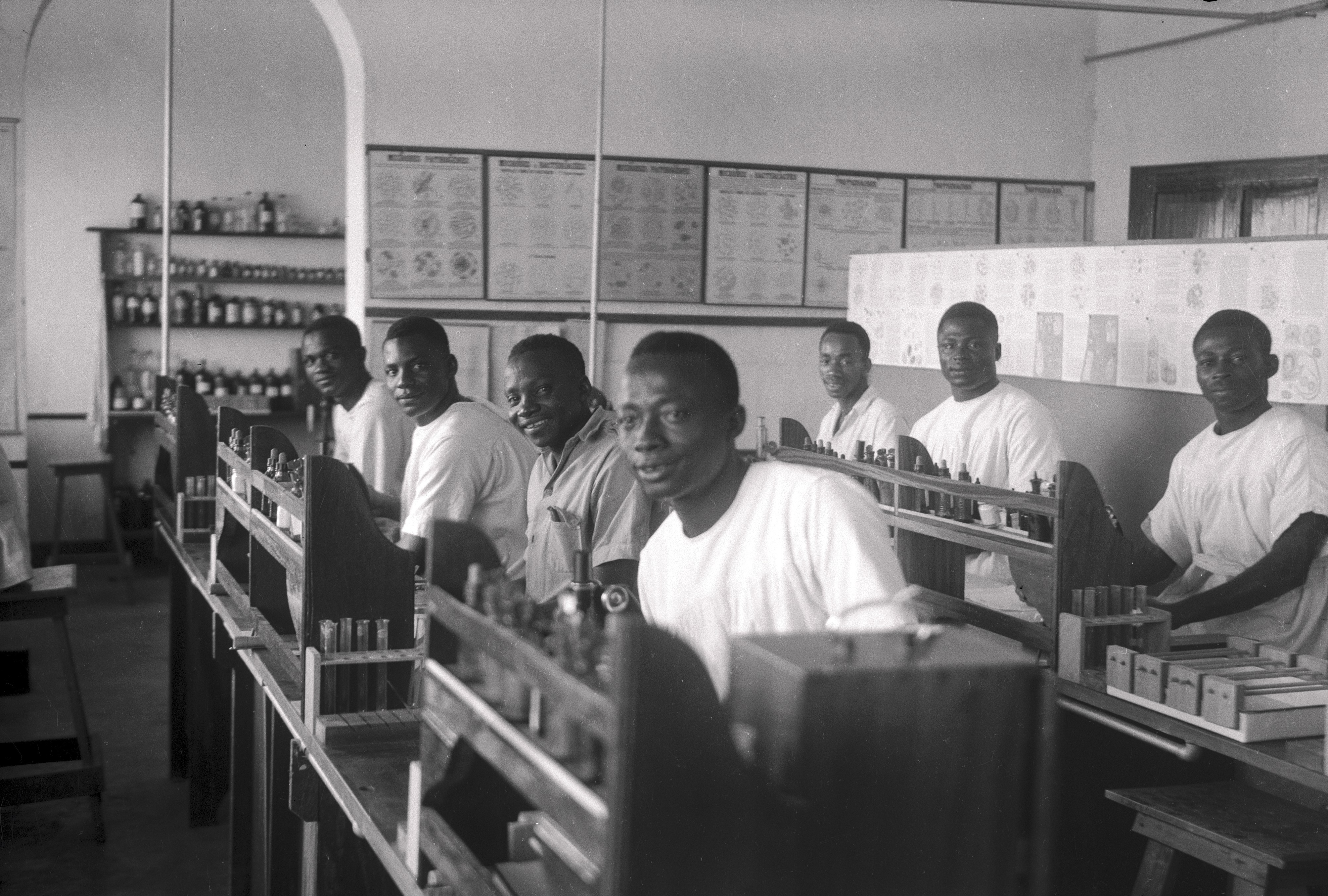
Estudiants del laboratori d'ensenyament, Facultat de Medicina, Yakusu, c. 1930-1950.

El 1953 Bèlgica va concedir als congolesos el dret, per primera vegada, de comprar i vendre propietat privada en nom propi. A la dècada de 1950 una classe mitjana congolesa, modesta al principi, però en constant creixement, va sorgir a les principals ciutats, Léopoldville, Elisabethville, Stanleyville i Luluabourg.
Hi va haver un ràpid desenvolupament polític, forçat per les aspiracions africanes, en els últims anys de la dècada de 1950, que va culminar amb les eleccions generals del Congo Belga de 1960.

## Missió civilitzadora

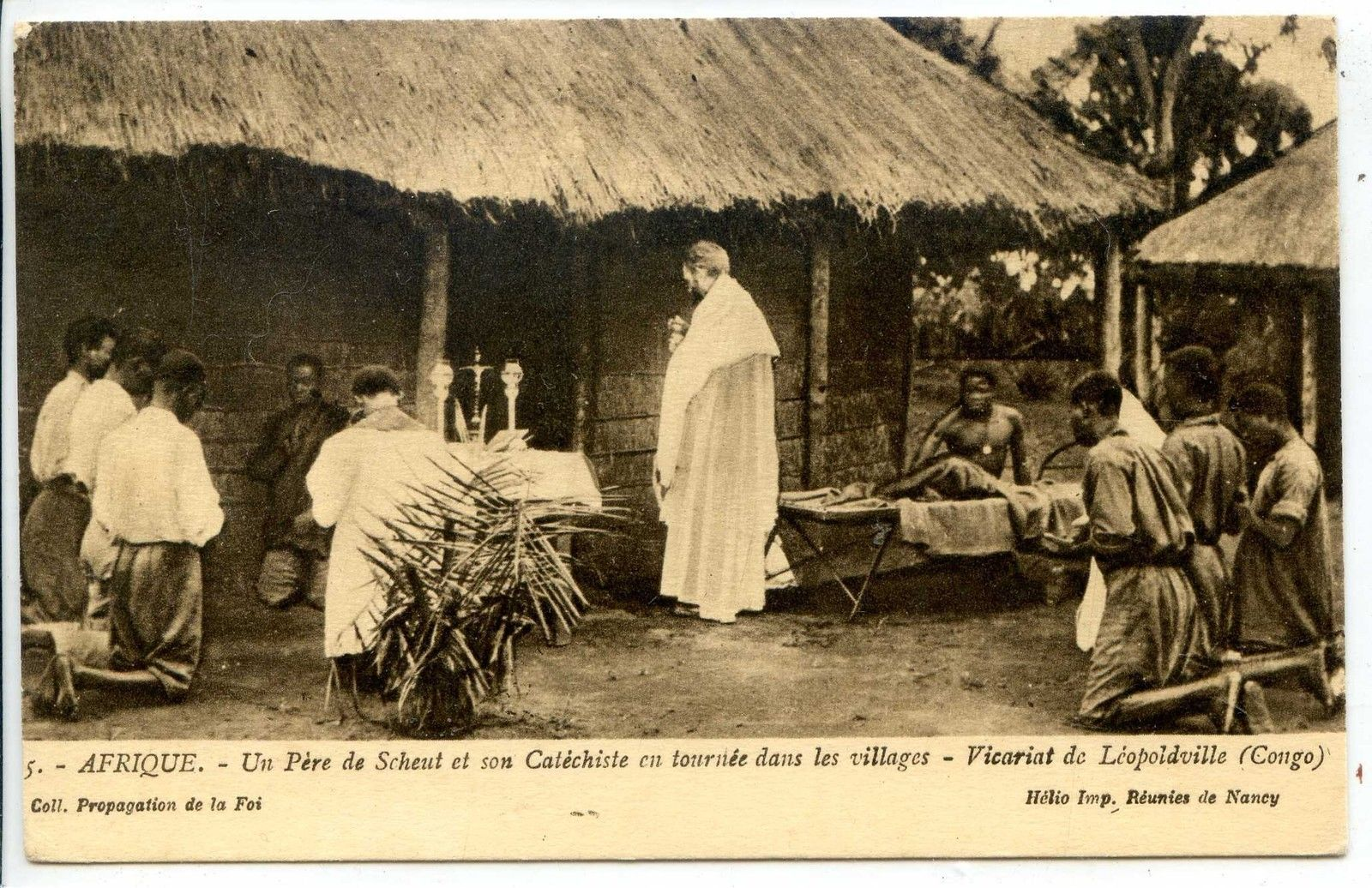
Missioner scheutista de gira a Léopoldville cap al 1920.

Les justificacions del colonialisme a l'Àfrica, que donaven com a fet que les guerres tribals, el canibalisme, el sacrifici humà, l'exhibició de trofeus humans, la bigàmia i altres pràctiques "primitives" hi eren habituals, sovint s'invoquen com a arguments claus per imposar la cultura europea. La missió civilitzadora al Congo va anar de la mà del desenvolupament econòmic i educatiu. La conversió al catolicisme, l'educació bàsica a l'estil occidental i la millora de l'assistència sanitària eren objectius per si mateixos, però al mateix temps van ajudar a transformar el que els europeus consideraven una societat primitiva en el model capitalista occidental, en el qual els treballadors disciplinats i sans, i que havien après a llegir i escriure, podien ser assimilats al mercat laboral. Algunes de les primeres missions destacades a l'Àfrica van ser realitzades per David Livingstone i John M. Springer durant el final del segle XIX i principis del segle xx.

### Educació

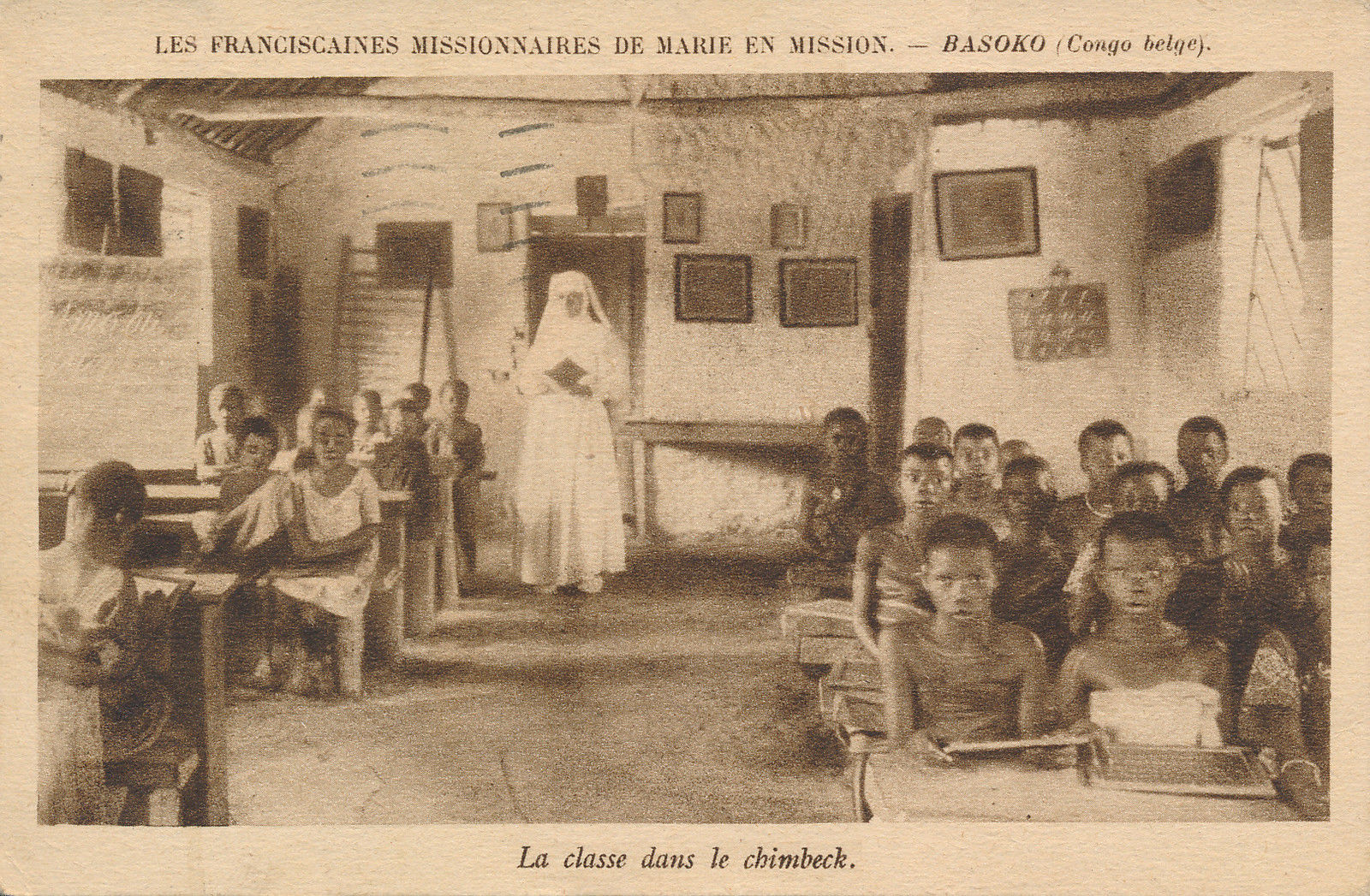
Centre educatiu dels Franciscans Missioners de Maria (c. 1930)

El sistema educatiu estava dominat per l'Església catòlica, de la mateixa manera com succeïa a Bèlgica en aquells moments, i en alguns casos rars, per les esglésies protestants. Els currículums reflectien els valors cristians i occidentals. Fins i tot el 1948, el 99,6% de les instal·lacions educatives estaven gestionades per missions cristianes. L'escolarització indígena era principalment religiosa i vocacional. Els nens van rebre una educació bàsica com aprendre a llegir, escriure i algunes matemàtiques. El Congo Belga va ser una de les poques colònies africanes en què s'ensenyaven les llengües locals (kikongo, lingala, tshiluba i suahili) a l'escola primària. Tot i així, sovint les polítiques lingüístiques i la dominació colonial anaven de la mà, com ho demostra la preferència que es donava al lingala, una llengua semiartificial que es va estendre pel seu ús comú a la Force Publique, sobre les llengües indígenes més locals, però també més antigues, com ara el lomongo i altres. L'any 1940 la taxa d'escolarització dels nens d'entre 6 i 14 anys era del 12%, arribant al 37% el 1954, una de les taxes més altes de l'Àfrica subsahariana. L'educació secundària i superior per a la població indígena no es va desenvolupar fins relativament tard en el període colonial. Els nens negres, en petit nombre, van començar a ser admesos a les escoles secundàries europees a partir de 1950. La primera universitat del Congo Belga, la Universitat Catòlica dels Jesuïtes Lovanium, prop de Léopoldville, va obrir les portes als estudiants blancs i negres el 1954. Abans de la fundació de Lovanium, la Universitat Catòlica de Lovaina ja operava diversos instituts d'educació superior al Congo Belga. La Fomulac (Fondation médicale de l'université de Louvain au Congo) va ser fundada l'any 1926, amb l'objectiu de formar personal mèdic congolès i investigadors especialitzats en medicina tropical. El 1932 la Universitat Catòlica de Lovaina va fundar el Cadulac (Centres agronomiques de l'université de Louvain au Congo) a Kisantu. Cadulac es va especialitzar en ciències agrícoles i va constituir la base de la que més tard es convertiria en la Universitat Lovanium. El 1956 es va fundar una universitat estatal a Elisabethville. El progrés va ser lent i fins a finals de la dècada de 1950 cap congolès no havia estat promogut més enllà del grau de suboficial a la Force Publique, ni a un càrrec responsable a l'administració, com ara cap d'oficina o administrador territorial.
A finals de la dècada de 1950 el 42% dels joves en edat escolar estava alfabetitzat, fet que situava el Congo Belga molt per davant de qualsevol altre país de l'Àfrica en aquell moment. L'any 1960 1.773.340 estudiants estaven matriculats a les escoles de tot el Congo Belga, dels quals 1.650.117 a l'escola primària, 22.780 a l'escola postprimària, 37.388 a l'educació secundària i 1.445 a l'ensenyament universitari i superior. D'aquests 1.773.340 estudiants, la majoria (1.359.118) estaven matriculats a escoles de missió catòlica, 322.289 a escoles de missió protestants i 68.729 a institucions educatives organitzades per l'estat.

### Atenció sanitària

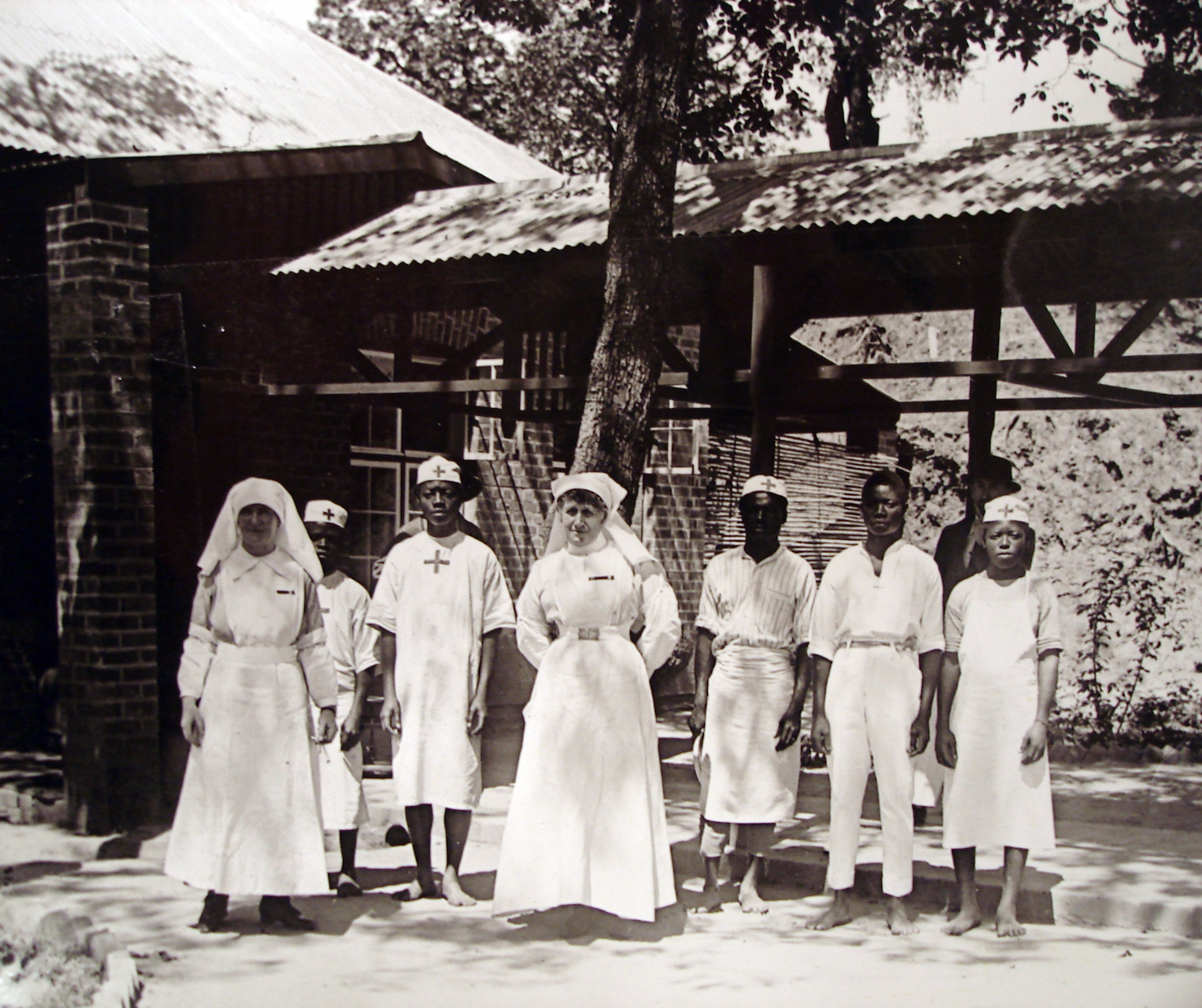
Infermeres de la Unió Minera de l'Alt Katanga i els seus ajudants congolesos, Élisabethville, 1918.

L'assistència sanitària també va ser recolzada en gran part per les missions, tot i que l'estat colonial va tenir un interès creixent. El 1906 es va fundar l'Institut de Medicina Tropical a Brussel·les. Va ser, i encara és, un dels instituts líders del món per a la formació i la investigació en medicina tropical i l'organització de l'atenció sanitària als països en desenvolupament. Les malalties endèmiques, com la malaltia de la son, van ser pràcticament eliminades mitjançant campanyes persistents i a gran escala. L'any 1925 el doctor Arthur Lewis Piper, metge missioner, va ser la primera persona a utilitzar i portar la triparsamida, el fàrmac de la Fundació Rockefeller per curar la malaltia de la son, al Congo. El nombre de casos notificats va passar de 34.000 casos el 1931 a 1.100 casos el 1959, principalment per l'erradicació de la mosca tsetsé en zones densament poblades. La infraestructura sanitària es va expandir constantment al llarg del període colonial, amb una disponibilitat relativament alta de llits hospitalaris amb relació a la població i amb dispensaris establerts a les regions més remotes. El 1960 el país tenia una infraestructura mèdica que superava amb escreix qualsevol altra nació africana en aquell moment. El Congo Belga tenia 3.000 centres sanitaris, dels quals 380 eren hospitals. Hi havia 5,34 llits hospitalaris per cada 1.000 habitants (1 per cada 187 habitants). Tots els europeus i congolesos que vivien al Congo Belga van ser vacunats contra la poliomielitis, el xarampió i la febre groga. Es van implementar amplis programes de prevenció de malalties dirigits a erradicar la poliomielitis, la lepra i la tuberculosi. A les escoles de primària es van dur a terme campanyes de prevenció de malalties.

### Desigualtat social i discriminació racial

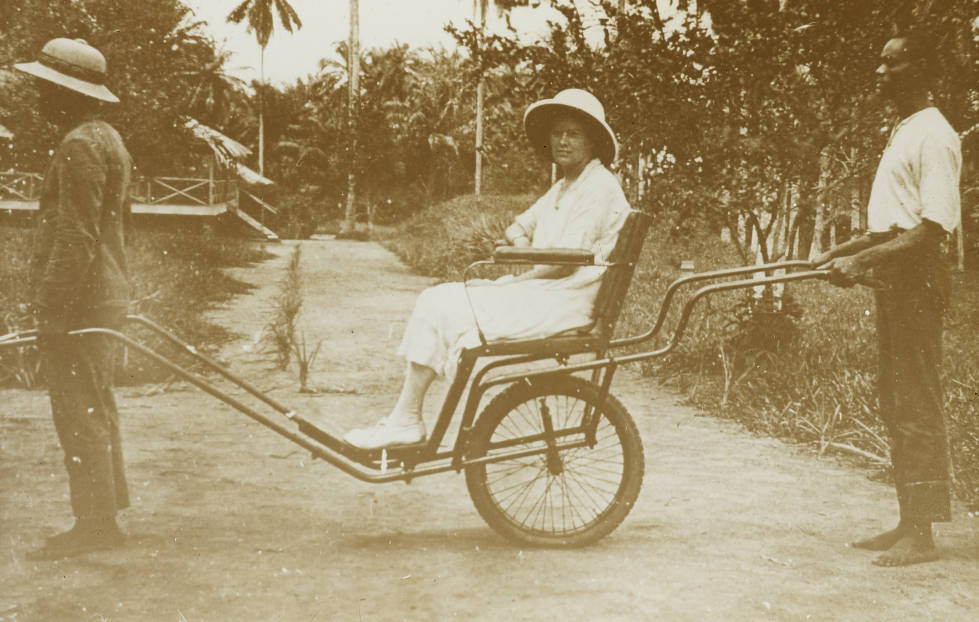
Una missionera és arrossegada en un rickshaw per homes congolesos, c. 1920-1930.

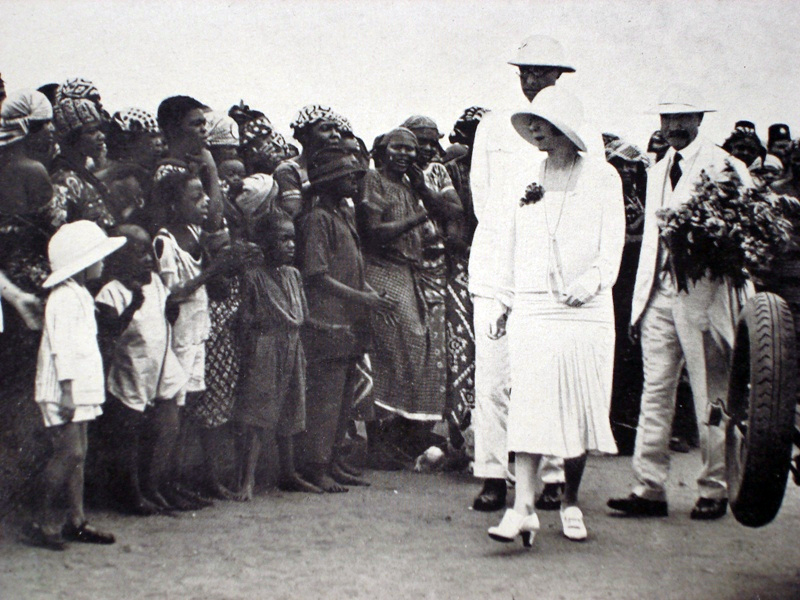
El rei Albert I i la reina Elisabet inspeccionant el campament militar de Léopoldville durant la seva visita al Congo Belga, 1928.

Hi va haver un "apartheid implícit". La colònia tenia un toc de queda per als habitants congolesos de les ciutats i d'altres restriccions racials. El sistema de tocs de queda racistes de Léopoldville va ser utilitzat com a model en d'altres colònies europees, com la propera Àfrica Equatorial Francesa. Tot i que no hi havia lleis específiques que imposessin la segregació racial i prohibís als negres l'accés als establiments freqüentats pels blancs, la segregació de facto funcionava a la majoria de les àrees. Per exemple, inicialment, els nuclis urbans estaven reservats només a la població blanca, mentre que la població negra s'organitzava en cités indigènes (barris indígenes anomenats 'le belge'). Els hospitals, grans magatzems i altres instal·lacions sovint estaven reservats per a blancs o negres. A la Force Publique els negres no podien passar el grau de suboficial. La població negra de les ciutats no podia sortir de casa des de les 9 del vespre fins a les 4 del matí. Aquest tipus de segregació va començar a desaparèixer gradualment només als anys 50, però fins i tot aleshores els congolesos van romandre o es van sentir tractats en molts aspectes com a ciutadans de segona categoria.
A causa de l'estreta interconnexió entre el desenvolupament econòmic i la "missió civilitzadora", i perquè, a la pràctica, els funcionaris de l'estat, els missioners i els executius de les empreses privades sempre es van ajudar entre sí, ha sorgit la imatge que el Congo Belga estava governat per una "trinitat colonial" de Rei-Església-Capital, que engloba l'estat colonial, les missions cristianes i la Société Générale de Belgique.
La ideologia paternalista que sustenta la política colonial es va resumir en un eslògan utilitzat pel governador general Pierre Ryckmans (1934-46): Dominer pour servir ("Dominar per servir"). El govern colonial volia transmetre imatges d'una administració benèvola i lliure de conflictes i del Congo Belga com una veritable colònia model. Només a la dècada de 1950 aquesta actitud paternalista va començar a canviar. A la dècada de 1950 es van anar retirant progressivament les mesures discriminatòries més flagrants dirigides als congolesos, entre elles els càstigs corporals per mitjà del temut chicote, una mena de fuet. A partir de 1953, i més encara després de la visita triomfal del rei Balduí a la colònia el 1955, el governador general Léon Pétillon (1952-1958) va treballar per crear una "comunitat belga-congolesa" en la qual els negres i els blancs havien de ser tractats com a iguals. Independentment, les lleis contra el mestissatge es van mantenir vigents, i entre 1959 i 1962 milers de nens congolesos mestissos van ser deportats a la força del Congo pel govern belga i l'Església catòlica i portats a Bèlgica.
El 1957 van tenir lloc les primeres eleccions municipals obertes als votants negres a les ciutats més grans: Léopoldville, Élisabethville i Jadotville.

## Resistència
L'oposició congolesa contra el colonialisme va ser contínua, sostinguda i va prendre moltes formes diferents. Va ser més habitual a mesura es van estendre les idees modernes i l'educació. Els aixecaments armats foren esporàdics i localitzats fins al final de la Segona Guerra Mundial. Destaquen la revolta dels Pende el 1931 i el motí de Luluabourg el 1944. Des del final de la Segona Guerra Mundial fins a finals de la dècada de 1950 es va imposar l'època del que la propaganda colonial anomenava una "Pax belgica".
A part de la resistència activa i passiva entre els congolesos, el règim colonial al llarg del temps també va provocar crítiques internes i dissidència. Ja a la dècada de 1920 alguns membres del Consell Colonial de Brussel·les, entre ells Octave Louwers, van criticar els mètodes de reclutament sovint brutals emprats per les grans empreses dels districtes miners. L'estancament del creixement demogràfic a molts districtes, malgrat els èxits en la lluita contra malalties endèmiques com la malaltia de la son, va ser un altre motiu de preocupació. Les baixes taxes de natalitat al camp i el despoblament de determinades zones s'atribuïen normalment a la interrupció de la vida comunitària tradicional com a conseqüència de la migració laboral forçada i el conreu obligatori. Sovint es deia que aquest havia estat l'objectiu de les polítiques, i apuntava a l'augment de la població a les ciutats, així com a la millora de la salut i l'esperança de vida degut a la medicina i les condicions de vida modernes.
Les missions i determinats administradors territorials també van tenir un paper important en l'estudi i la preservació de les tradicions i artefactes culturals i lingüístics congolesos. Un exemple entre molts és el del pare Gustaaf Hulstaert (1900-1990), que el 1937 va crear la revista Aequatoria dedicada a l'estudi lingüístic, etnogràfic i històric del poble mongo de la conca central del Congo. L'estat colonial es va interessar per l'estudi cultural i científic del Congo, particularment després de la Segona Guerra Mundial, mitjançant la creació de l'Institut pour la Recherche Scientifique en Afrique Centrale (IRSAC, 1948).

## Cap a la independència
A principis dels anys 50 l'emancipació política de les elits congoleses, i molt menys de les masses, semblava un fet llunyà. Però era evident que el Congo no podia romandre immune per sempre als ràpids canvis que, després de la Segona Guerra Mundial, van afectar profundament el colonialisme arreu del món. La independència de les colònies britàniques, franceses i holandeses a Àsia poc després de 1945 va tenir poc efecte immediat al Congo, però a les Nacions Unides la pressió sobre Bèlgica va augmentar. Bèlgica havia ratificat l'article 73 de la Carta de les Nacions Unides, que defensava l'autodeterminació, i ambdues superpotències van pressionar a Bèlgica perquè reformés la seva política al Congo; el govern belga va intentar resistir el que va qualificar d'interferència en la seva política colonial.
Les autoritats colonials van discutir maneres de millorar la situació dels congolesos. Des de la dècada de 1940 el govern colonial havia experimentat d'una manera molt modesta amb la concessió de més drets civils a una elit limitada dels anomenats évolués, amb la possibilitat de tenir una influència política limitada. Amb aquesta finalitat els congolesos "meritoris" podrien sol·licitar una prova de "mèrit civil" o, un pas més, la "inmatriculació", és a dir, una prova oficial de la seva assimilació a la civilització europea. Per adquirir aquesta condició, el sol·licitant havia de complir unes condicions estrictes (matrimoni monògam, proves de bona conducta, etc.) i sotmetre's a controls estrictes (incloses visites domiciliàries). Aquesta política va ser un fracàs. A mitjans de la dècada de 1950 hi havia, en el millor dels casos, uns quants milers de congolesos que havien obtingut amb èxit el diploma de mèrit civil o se'ls va concedir la "inmatriculació". Els suposats beneficis que s'hi adjuntaven van ser sovint més teoria que realitat i van provocar una frustració oberta amb els évolués. Quan el governador general Pétillon va començar a parlar de concedir als nadius més drets civils, fins i tot el sufragi, per crear el que va anomenar una "comunitat belgo-congolesa", les seves idees foren rebudes amb indiferència a Brussel·les i sovint amb oberta hostilitat d'alguns dels belgues al Congo, que temien pels seus privilegis.
Cada cop es va fer més evident que el govern belga no tenia una visió estratègica a llarg termini en relació al Congo. Els 'afers colonials' no van generar gaire interès ni debat polític a Bèlgica, ja que la colònia semblava pròspera i tranquil·la. Una excepció notable va ser el jove rei Balduí, que havia succeït al seu pare, el rei Leopold III, en circumstàncies dramàtiques el 1951, quan Leopold III es va veure obligat a abdicar. Balduí es va interessar molt pel Congo Belga.
En la seva primera visita d'estat al Congo Belga l'any 1955, el rei Balduí va ser rebut amb entusiasme per multituds de blancs i negres, tal com es capta al documental d' André Cauvin, Bwana Kitoko. Observadors estrangers, com el corresponsal internacional de The Manchester Guardian o un periodista del Time, van remarcar que el paternalisme belga "semblava funcionar", i van contrastar els súbdits colonials aparentment lleials i entusiastes de Bèlgica amb les inquietes colònies franceses i britàniques. Amb motiu de la seva visita, el rei Balduí va avalar obertament la visió del governador general d'una "comunitat belgo-congolesa"; però a la pràctica, aquesta idea va avançar lentament. Al mateix temps, els problemes ideològics i lingüístics divisors a Bèlgica, que fins aquell moment s'havien mantingut amb èxit fora dels afers de la colònia, van començar a afectar el Congo. Aquests van incloure l'auge del sindicalisme entre els treballadors, la crida a les escoles públiques (estatals) per trencar el monopoli de les missions sobre l'educació i la crida a la igualtat de tracte a la colònia de les dues llengües nacionals belgues: el francès i el neerlandès. Fins aleshores el francès havia estat promogut com l'única llengua colonial. El governador general temia que aquestes qüestions divisòries soscavessin l'autoritat del govern colonial als ulls dels congolesos, alhora que desviessin l'atenció de la necessitat més urgent d'una autèntica emancipació.

### Organització política
La participació del Congo a la Segona Guerra Mundial i les notícies de canvis en altres colònies van donar lloc a la seva organització per guanyar més poder. Com a conseqüència de la incapacitat del govern colonial per introduir canvis radicals i creïbles, les elits congoleses van començar a organitzar-se socialment i políticament. Durant la dècada de 1950 van sorgir dues formes de nacionalisme marcadament diferents entre les elits congoleses. El moviment nacionalista, davant el qual les autoritats belgues, fins a cert punt, van fer els ulls grossos, va promoure el nacionalisme territorial, segons el qual el Congo Belga es convertiria en un estat políticament unit després de la independència. En contraposició hi havia un nacionalisme etnoreligiós i regional que es va apoderar dels territoris Bakongo de la costa oest, Kasai i Katanga. Les primeres organitzacions polítiques eren d'aquest últim tipus. ABAKO, fundada l'any 1950 com a Association culturelle des Bakongo i dirigida per Joseph Kasa-Vubu, va ser inicialment una associació cultural que aviat es va convertir en política. A partir de mitjans de la dècada de 1950 es va convertir en un opositor vocal del domini colonial belga. A més, l'organització va continuar servint com la principal organització etnoreligiosa dels bakongo i es va entrellaçar estretament amb l'Església Kimbanguista, que era extremadament popular al baix Congo.
El 1955 el professor belga Antoine van Bilsen va publicar un tractat anomenat Pla de trenta anys per a l'emancipació política de l'Àfrica belga. El calendari demanava l'emancipació gradual del Congo durant un període de 30 anys, el temps que Van Bilsen esperava que trigués a crear una elit educada que pogués substituir els belgues en posicions de poder. El govern belga i molts dels evolués desconfiaven del pla, primer perquè suposava finalment renunciar al Congo, i en segon lloc perquè Bèlgica hi continuaria governant durant tres dècades més. Un grup d'èvolués catòlics va respondre positivament al pla amb un manifest moderat en una revista congolesa anomenada Conscience Africaine; on van plantejar qüestions sobre l'abast de la participació congolesa.
L'any 1957, a manera d'experiment, el govern colonial va organitzar les primeres eleccions municipals a tres centres urbans (Léopoldville, Elisabethville i Jadotville), en les quals els congolesos van poder presentar-se als càrrecs i votar. Els esdeveniments de 1957 i 1958 van provocar una acceleració sobtada de les demandes d'emancipació política. La independència de Ghana el 1957 i la visita del president De Gaulle l'agost de 1958 a Brazzaville, la capital del Congo Francès, a l'altra banda del riu Congo, en la qual va prometre a les colònies africanes de França la lliure elecció entre una associació continuada amb França o la plena independència, va despertar ambicions al Congo. L'Exposició Universal organitzada a Brussel·les el 1958 va permetre obrir els ulls a molts líders congolesos, als quals se'ls va permetre viatjar a Bèlgica per primera vegada.
El 1958 les demandes d'independència es van radicalitzar ràpidament i van agafar força. El Moviment Nacional Congolès (MNC) va tenir un paper clau. Creat el 1956, el MNC es va establir l'octubre de 1958 com a partit polític nacional que tenia com a objectiu aconseguir una nació congolesa unitària i centralitzada. El seu líder més influent va ser el carismàtic Patrice Lumumba. El 1959 Albert Kalonji i altres líders del MNC van promoure una escissió interna que van afavorir una posició política més moderada. Malgrat la divergència organitzativa del partit el MNC s'havia convertit en el partit més important i influent del Congo Belga. Bèlgica es va oposar amb vehemència a les opinions d'esquerres de Lumumba.

### Independència
Mentre el govern belga debatia un programa per estendre gradualment l'emancipació política de la població congolesa, els esdeveniments el van superar. El 4 de gener de 1959 una manifestació política prohibida organitzada a Léopoldville per ABAKO es va descontrolar. De seguida la capital colonial es va veure envoltada d'extensos disturbis. Les autoritats van trigar uns quants dies a restablir l'ordre i, segons el recompte més conservador, diversos centenars de persones van morir. L'esclat de violència va provocar una forta commoció tant al Congo com a Bèlgica. El 13 de gener, el rei Balduí es va dirigir a la nació per ràdio i va declarar que Bèlgica treballaria per a la plena independència del Congo "sense demora, però també sense temeritat irresponsable".
Sense comprometre's amb una data concreta per a la independència, el govern del primer ministre Gaston Eyskens tenia en ment un període de transició de diversos anys. Pensaven que les eleccions provincials tindrien lloc el desembre de 1959, les eleccions nacionals el 1960 o 1961, després de les quals les responsabilitats administratives i polítiques es transferirien gradualment als congolesos, en un procés que presumiblement s'acabaria cap a mitjans dels anys seixanta. Sobre el terreny, les circumstàncies estaven canviant molt més ràpidament. Cada cop més, l'administració colonial va veure diferents formes de resistència, com la negativa a pagar impostos. En algunes regions l'anarquia amenaçava. Al mateix temps, molts belgues residents al Congo es van oposar a la independència, sentint-se traïts per Brussel·les. Davant d'una radicalització de les demandes congoleses, el govern va veure com les possibilitats d'una transició gradual i acuradament planificada disminuïen ràpidament.

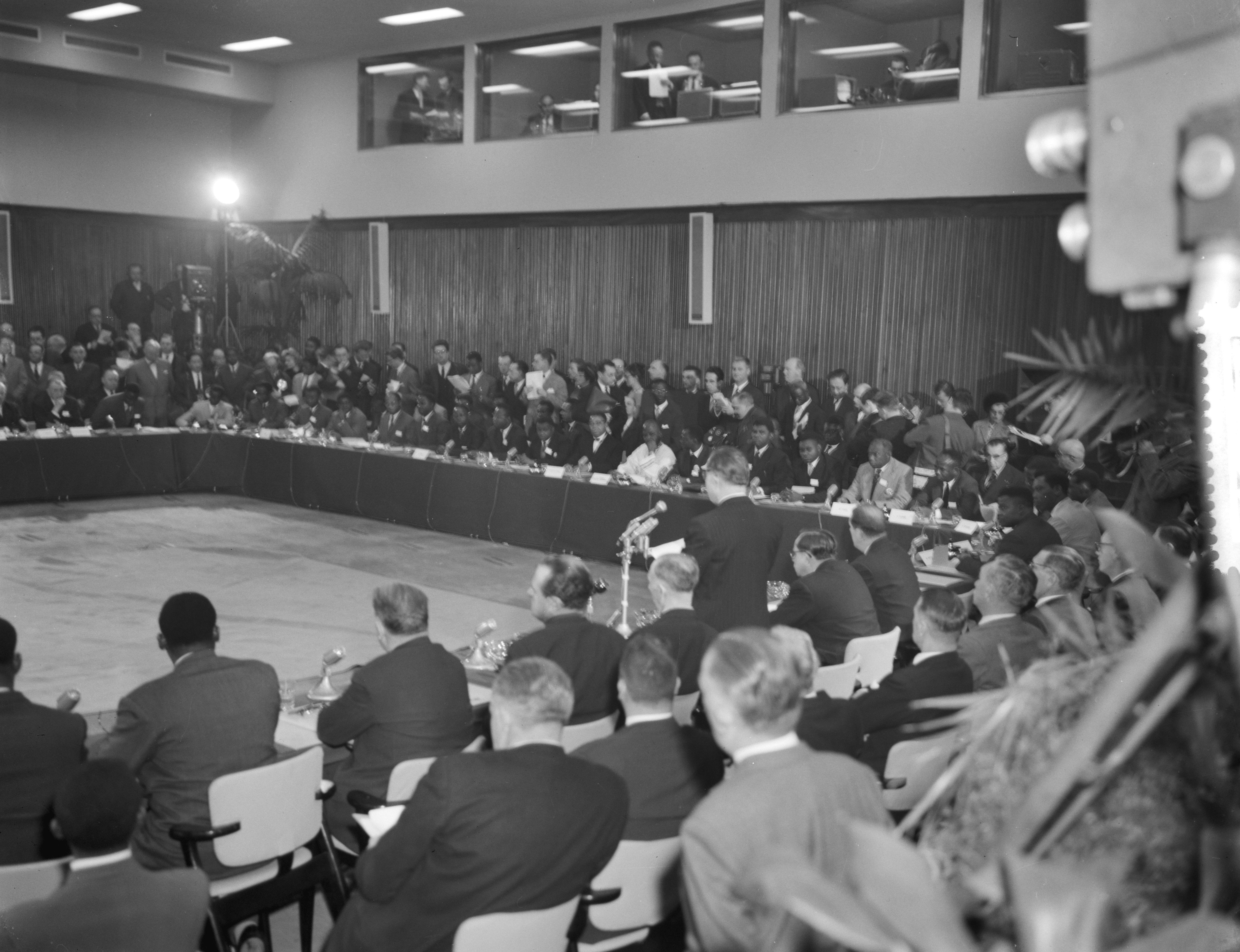
Reunió d'obertura de la Conferència de la Taula Rodona Belgo-Congolesa a Brussel·les el 20 de gener de 1960.

L'any 1959 el rei Balduí va fer una nova visita al Congo Belga. En aquesta ocasió trobà una gran diferència amb la seva visita de quatre anys abans. A l'arribada a Léopoldville va ser agredit amb pedres per ciutadans negres belgo-congolesos que estaven enfadats amb l'empresonament de Lumumba, condemnat per incitació contra el govern colonial. Tot i que la rebuda de Balduí a d'altres ciutats va ser millor, els crits de "Vive le roi!" sovint eren seguits per "Indépendance immediata!" El govern belga volia evitar ser arrossegat a una guerra colonial inútil i potencialment molt sagnant, com havia passat a França a Indoxina i Algèria, o als Països Baixos a Indonèsia. Per aquest motiu s'inclinaven a cedir a les demandes d'independència immediata manifestades pels líders congolesos. Malgrat la manca de preparació i un nombre insuficient d'elits educades, els líders belgues esperaven poder gestionar el que deien que volien, i van decidir permetre-ho. Això es va conegut com "Le Pari Congolais", l'aposta congolesa.
El gener de 1960 els líders polítics congolesos van ser convidats a Brussel·les per participar en una taula rodona per discutir la independència. Patrice Lumumba va ser alliberat de la presó per a l'ocasió. La trobada va acordar, amb una rapidesa sorprenent, concedir als congolesos pràcticament totes les seves demandes: unes eleccions generals a celebrar el maig de 1960 i la total independència el 30 de juny de 1960.

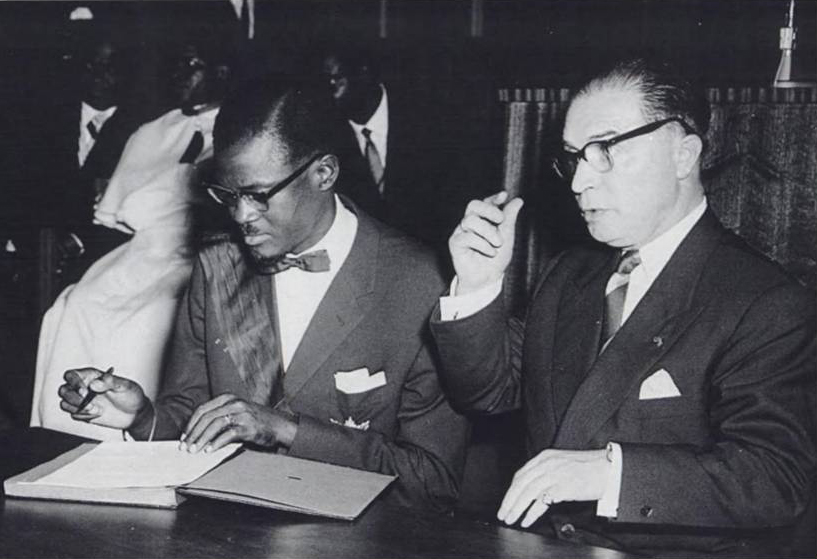
Lumumba i Eyskens signen el document que atorga la independència al Congo.

Les maniobres polítiques prèvies a les eleccions van donar lloc a l'aparició de tres aliances polítiques: una coalició de nacionalistes federalistes formada per sis partits o organitzacions separatistes, dos dels quals eren ABAKO i el MNC-Kalonji; el centralista MNC-Lumumba i la de Moïse Tshombe, l'home fort de Katanga, que volia preservar la vitalitat econòmica de la regió i els interessos empresarials de la Union Minière. Les eleccions parlamentàries van donar lloc a un panorama polític dividit, en la què tant les faccions regionalistes com els partits nacionalistes van tenir bons resultats. Es va aconseguir un acord de compromís i Kasa-Vubu es convertí en el primer president de la República del Congo i Lumumba en el primer cap de govern. Tal com s'havia pactat amb el govern belga, el 30 de juny de 1960 fou atorgada la independència del Congo Belga a la nova residència del governador general a Léopoldville.
Una setmana més tard esclatà una rebel·lió dins de la Force Publique contra els oficials, que encara eren predominantment belgues. Això va ser un catalitzador dels disturbis que van sorgir per tot el Congo, principalment instigats per soldats insatisfets i joves radicalitzats. En moltes zones la seva violència es va dirigir específicament cap els europeus. En poques setmanes l'exèrcit belga i, posteriorment, una força d'intervenció de les Nacions Unides van evacuar la major part dels més de 80.000 belgues que encara treballaven i vivien al Congo.

## Crisi del Congo i conseqüències
La rebel·lió que havia començat a Thyssville, al Baix Congo, el juliol de 1960 es va estendre ràpidament a la resta del país. Al setembre de 1960 Kasa-Vubu i Lumumba es van enfrontar i ambdós es destituïren mútuament de les seves funcions. Tot plegat acabà amb la detenció de Lumumba per part del govern. El gener de 1961 va ser traslladat a la província minera de Katanga, que en aquell moment havia declarat la secessió de Léopoldville sota el lideratge de Moïse Tshombe amb un actiu suport belga. Lumumba va ser lliurat a les autoritats de Katanga, que el van executar i van fer desaparèixer el seu cos.

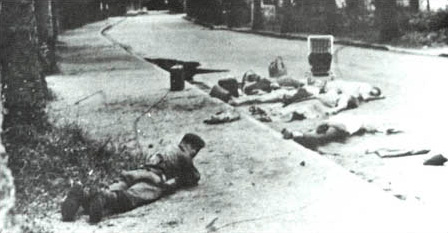
Soldat belga estirat davant d'ostatges morts, novembre de 1964, a Stanleyville durant l'operació Dragon Rouge. Els paracaigudistes belgues van alliberar més de 1.800 ostatges europeus i americans detinguts pels rebels congolesos.

L'any 2002 Bèlgica es va disculpar oficialment pel seu paper en l'assassinat de Lumumba. Durant molt temps es va especulat amb la complicitat de la CIA, ja que havien vist que la política de Lumumba era massa d'esquerres. El 2014 els Estats Units d'Amèrica, a través del seu Departament d'Estat, van reconèixer la seva implicació en l'enderrocament i l'assassinat de Lumumba. Durant la Guerra Freda la Unió Soviètica participà activament en l'expansió de la seva influència a l'Àfrica contra les potències europees, donant a l'anticolonialisme una justificació per a l'augment del seu poder a la regió. Una sèrie de rebel·lions i moviments separatistes semblaven trencar el somni d'un estat unitari congolès en el seu naixement. Encara que la nació era independent, l'exèrcit belga va intervenir al Congo en diverses ocasions per protegir i evacuar els ciutadans belgues i internacionals. Les Nacions Unides van mantenir una gran operació de manteniment de la pau al Congo des de finals de 1960 en endavant. La situació no es va estabilitzar fins a 1964-65. La província de Katanga va ser reabsorbida i l'anomenada Rebel·lió Simba va acabar a Stanleyville. Poc després el coronel Joseph Désiré Mobutu va posar fi a l'atzucac prenent el poder amb un cop d'estat.
Mobutu va tenir cert suport a Occident, en particular dels Estats Units, a causa de la seva forta posició al comunisme. Inicialment el seu govern va afavorir la consolidació i el desenvolupament econòmic. Per tal de distanciar-se del règim anterior va llançar una campanya d'autenticitat congolesa. El govern va abandonar l'ús dels topònims colonials el 1966: Léopoldville va ser rebatejada com a Kinshasa, Elisabethville com a Lubumbashi, Stanleyville com a Kisangani. Durant aquest període el Congo va mantenir en general estrets llaços econòmics i polítics amb Bèlgica. Alguns temes financers havien quedat sense resoldre després de la independència, com per exemple la cessió d'accions de les grans empreses mineres que havien estat propietat directament de l'estat colonial. El 1970, amb motiu del desè aniversari de la independència, el rei Balduí va fer una visita oficial d'estat al Congo.

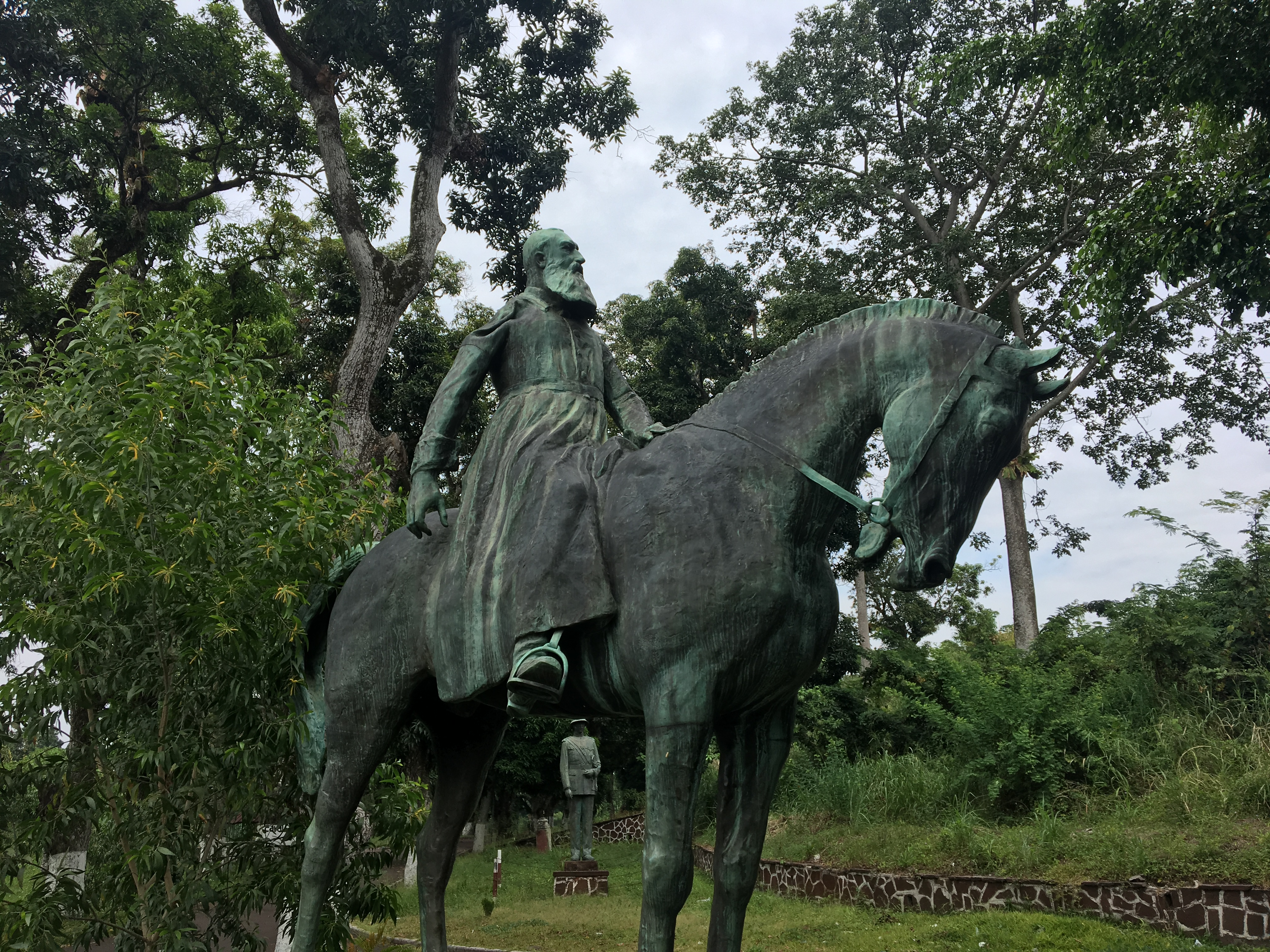
Estàtua eqüestre de Leopold II a Kinshasa

El règim de Mobutu es va radicalitzar durant la dècada de 1970. El Mouvement populaire de la Révolution (MPR), del qual Mobutu era el president-fondateur, va establir fermament el govern de partit únic. La repressió política va augmentar considerablement. Mobutu va rebatejar el Congo com a República del Zaïre. L'anomenada "zaïrització" del país a mitjans dels anys setanta va provocar un èxode de treballadors estrangers i un desastre econòmic. Durant la dècada de 1980 el règim de Mobutu es va convertir en un sinònim de mala gestió i corrupció. Les relacions amb Bèlgica, l'antiga potència colonial, van passar per una sèrie d'alts i baixos, que reflecteixen un declivi constant dels interessos econòmics, financers i polítics subjacents. Com que no hi havia perill que el país caigués en mans soviètiques, les potències occidentals van mantenir una postura neutral.
Després de la caiguda de la Unió Soviètica i el final de la Guerra Freda, a finals de la dècada de 1980, Mobutu va perdre suport a Occident. Com a resultat, el 1990, va decidir acabar amb el sistema de partit únic i va anunciar el retorn a la democràcia. Una sagnant intervenció de l'exèrcit del Zaïre contra els estudiants del campus universitari de Lubumbashi el maig de 1990 va precipitar la ruptura de les relacions diplomàtiques entre Bèlgica i Zaïre. Mobutu no va ser convidat al funeral del rei Balduí el 1993, cosa que va considerar una greu atac personal.
El 1997 Mobutu va ser forçat a abandonar el poder per una força rebel encapçalada per Laurent-Désiré Kabila, que es va declarar president i va rebatejar el Zaire com a República Democràtica del Congo. Assassinat el 2001, Kabila va ser succeït pel seu fill Joseph Kabila. L'any 2006 Joseph Kabila va ser confirmat com a president a través de les primeres eleccions lliures a nivell nacional al Congo des de 1960. Del 30 de juny al 2 de juliol de 2010 el rei Albert II i Yves Leterme, el primer ministre belga, van visitar Kinshasa per assistir a les festivitats del 50è aniversari de la independència del Congo.
Certes pràctiques i tradicions del període colonial han sobreviscut a l'estat independent congolès. Manté una forta tendència centralitzadora i burocràtica, i ha mantingut l'estructura organitzativa del sistema educatiu i del poder judicial. La influència del Congo sobre Bèlgica s'ha manifestat principalment en termes econòmics: a través de les activitats de la Union Minière (ara Umicore), el desenvolupament d'una indústria de metalls no ferrosos i el desenvolupament del port d'Anvers i la indústria del diamant. A dia d'avui Brussels Airlines (successora de l'antiga Sabena) ha mantingut una forta presència a la República Democràtica del Congo. S'estima que el 2010 més de 4.000 belgues vivien al Congo, mentre la comunitat congolesa a Bèlgica tenia un mínim de 16.000 persones. El barri ""Matongé"" de Brussel·les és el centre tradicional de la comunitat congolesa a Bèlgica.